# Ashburton Shire
Koordinaten: 22° 42′ S, 117° 48′ O

Das Shire of Ashburton ist ein lokales Verwaltungsgebiet (LGA) im australischen Bundesstaat Western Australia. Das Gebiet ist 101.240 km² groß und hat etwa 13000 Einwohner (2016).
Ashburton liegt an der Westküste etwa 1000 km nördlich der Hauptstadt Perth. Der Sitz des Shire Councils befindet sich in Tom Price im Osten der LGA, wo etwa 3000 Einwohner leben (2016).
Zum Gemeindegebiet gehört auch die Barrow Island.

## Verwaltung
Der Ashburton Council hat neun Mitglieder, die von den Bewohnern der sechs Wards (drei aus dem Tom Price Ward, zwei aus dem Paraburdoo Ward und je eines aus dem Ashburton, Onslow, Pannawonica und Tableland Ward) gewählt. Aus dem Kreis der Councillor rekrutiert sich auch der Ratsvorsitzende und President des Shires.